# Епархия Буты
Епархия Буты (лат. Dioecesis Butana) — епархия Римско-Католической Церкви с центром в городе Бута, Демократическая Республика Конго. Епархия Буты входит в митрополию Кисангани.

## История
В 1898 году Святой Престол учредил апостольскую префектуру Уэле, выделив её из апостольского викариата Леопольдвиля (ныне — архиепархия Киншасы).
18 декабря 1911 года апостольская префектура Уэле передала часть своей территории новой апостольской префектуре Восточного Уэле и была переименована в апостольскую префектуру Западного Уэле.
15 апреля 1924 года Римский папа Пий XI издал бреве Ut in praefectura, которым преобразовал апостольскую префектуру Западного Уэле в апостольский викариат.
10 марта 1926 года Римский папа Пий XI издал бреве Admonet supremi, которым передал часть территории апостольского викариата Западного Уэле новой апостольской префектуре Бондо (сегодня - Епархия Бондо). В этот же день апостольский викариата Западного Уэле был переименован в апостольский викариат Буты.
22 февраля 1937 года апостольский викариат Буты передал часть своей территории для новой апостольской префектуры Лоло (сегодня - Епархия Лоло).
10 ноября 1959 года апостольский викариат Буты был преобразован в епархию буллой Cum parvulum Римского Папы Иоанн XXIII.

## Ординарии епархии
- епископ Leone Dérikx (1912 — 1924);
- епископ Charles Alphonse Armand Vanuytven (1924 — 1952);
- епископ Georges Désiré Raeymaeckers (1953 — 1960);
- епископ Jacques Mbali (1961 — 1996);
- епископ Joseph Banga Bane (1996 — по настоящее время).

## Источник
- Annuario Pontificio, Libreria Editrice Vaticana, Città del Vaticano, 2003, ISBN 88-209-7422-3
- Бреве Ut in praefectura, AAS 16 (1924), стр. 268  (лат.)
- Булла Cum parvulum, AAS 52 (1960), стр. 372  (лат.)